# Iran na Letniej Uniwersjadzie 2007
Iran na Letniej Uniwersjadzie w Bangkoku reprezentowało 81 zawodników. Iran zdobył 9 medali (4 złote, 1 srebrny, 4 brązowe)

## Medale

### Złoto
- Ehsan Mohajer Shojaei - lekkoatletyka, 800 metrów
- Mohammad Bagheri - taekwondo, kategoria poniżej 67 kg
- Rouhollah Talebi - taekwondo, kategoria poniżej 78 kg
- Yousef Karami - taekwondo, kategoria poniżej 84 kg

### Srebro
- Alireza Nasr Azadani - taekwondo, kategoria poniżej 72 kg

### Brąz
- Mostafa Dalirian - judo, kategoria poniżej 60 kg
- Saeed Khosravinejad - judo, kategoria powyżej 100 kg
- Navid Sajjadi - taekwondo, kategoria poniżej 62 kg
- Morteza Rostami - taekwondo, kategoria powyżej 84 kg